# Regatul Ungariei (1526–1867)
Regatul Ungariei între 1538 (1526) și 1867 a fost parte a Monarhiei Habsburgice, deși în afara Sfântului Imperiu Roman, parte oficială a succesorului acestuia din urmă, Imperiul Austriac.
După bătălia de la Mohács, Ungaria a fost guvernată de doi regi: Ioan I Zápolya și Ferdinand I. Ei au împărțit regatul în două în 1538. Habsburgii au preluat controlul asupra părților de nord și de vest (așa-numita Ungarie Regală), cu capitala la Pressburg (Pozsony, Bratislava contemporană), în conformitate cu prevederile secrete ale Tratatului de pace de la Oradea. Ioan de Zápolya și-a asigurat controlul asupra părții de est a regatului – Regatul Ungariei Răsăritene. După 1541, părțile centrale și de sud ale regatului au fost anexate de Imperiul Otoman pentru următorii 150 de ani.
La început, teritoriile controlate de Habsburgi au fost denumite „Regatul Ungariei” sau „Ungaria Regală”. Ungaria Regală era simbolul continuității formei legale de existență a statului după ocupația otomană, care păstra toate tradițiile legale ale Ungariei. De fapt, Ungaria Regală a ajuns să fie o provincie cu un statut aparte al imperiului Habsburgilor.Nobilimea maghiară a reușit să forțeze Viena să admită pretențiile conform cărora Ungaria reprezenta o entitate specială, care trebuia guvernată în conformitate cu legile ei strămoșești. Deși istoricii maghiari văd în Regatul Ungariei Răsăritene (Transilvania) o continuare directă a regatului medieval ungar, unii cercetători consideră că acest punct de vedere ar tinde doar să apere interesele naționale maghiare și nu ar reprezenta exact realitatea istorică.
În conformitate cu prevederile Tratatului de la Karlowitz, care punea capăt Războiului dintre Liga Sfântă și Imperiul Otoman în 1699, turcii au cedat cea mai mare parte a Ungariei Otomane. Noile teritorii cedate de otomani au fost alipite Regatului Ungariei și Dieta din Pressburg și-a exercitat autoritatea și asupra acestor teritorii.
Regatul era formal parte a Imperiului habsburgic, denumit apoi Imperiul Austriac. Ungariei i s-a recunoscut statutul de „Regnum Independens”, ca teritoriu separat în cadrul imperiului, după cum a stipulat articolul X din 1790. După încetarea existenței Sfântului Imperiu Roman, (Regatul Ungariei nu a fost parte a acestuia), noul titlu al monarhilor habsburgi – Împărat al Austriei – nu a afectat în nici un fel drepturile Ungariei stabilite de Dietă și de proclamația lui Francisc I.
Evoluția regatului a fost marcată de două evenimente importante: Răscoala lui Rákóczi la începutul secolului al XVIII-lea și Revoluția Maghiară din 1848. Regatul a devenit parte a Monarhiei duale austro-ungare în 1867.

## Ungaria Regală (1526–1699)

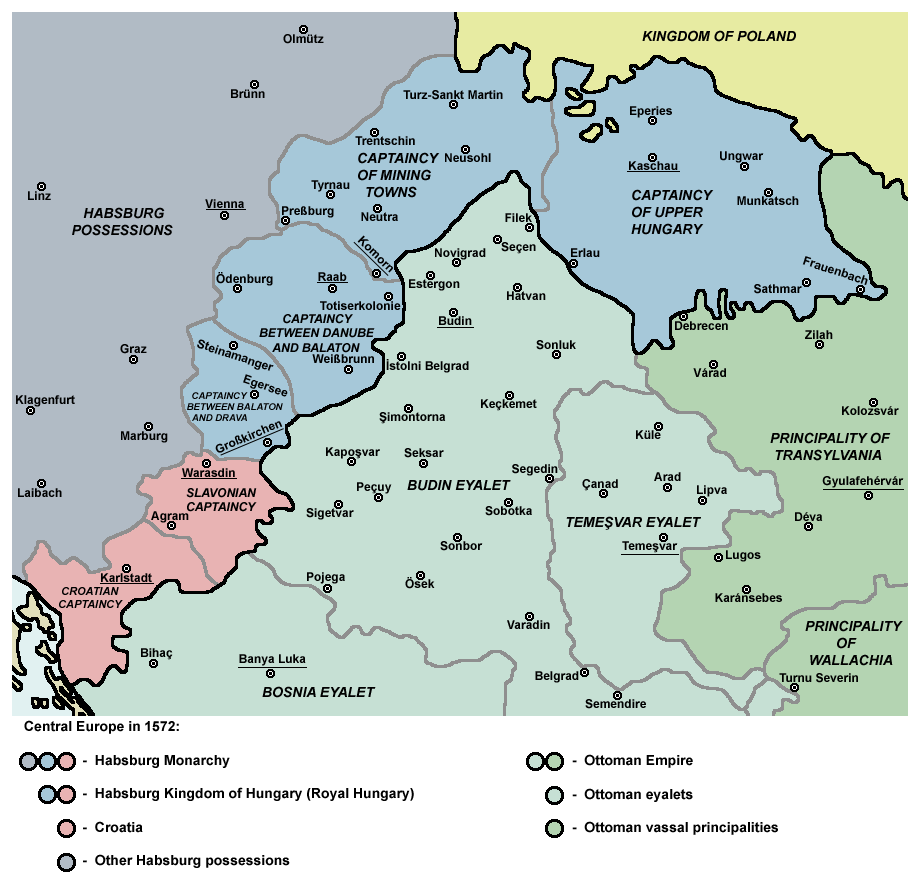
Căpităniile Ungariei Regale pe la anul 1572.

Ungaria Regală (1526 - 1699) (în limbile maghiară Királyi Magyarország, germană Königliches Ungarn) a fost acea parte a regatului medieval al Ungariei în care Habsburgii au fost recunoscuți ca regi ai Ungariei ca urmare a victoriei otomane din Bătălia de la Mohács (1526) și a împărțirii țării care a urmat după aceasta.
Teritoriul Slovaciei contemporane și nord-vestul Transdanubiei au făcut parte în mod constant din această entitate. Regiunea din nord-estul Ungariei a fost controlată pe rând de Ungaria Regală sau de Principatul Transilvaniei. Părțile centrale ale fostului regat au fost anexate de Imperiul Otoman (Ungaria Otomană). Regatul Ungariei Răsăritene s-a transformat mai târziu în Principatul Transilvaniei. Termenul „Ungaria Regală” a încetat să mai fie folosit după 1699, iar regii habsburgici ai Ungariei au preferat să numească țara cu un teritoriu lărgit ca „Regatul Ungariei”.

### Regii habsburgici
Membrii casei de Habsburg ai influentei dinastii din Sfântul Imperiu Roman au fost aleși regi ai Ungariei.
Ungaria Regală a devenit parte a Monarhiei Habsurgice și s-a bucurat de o mică influență la curtea de la Viena . Noii regi controlau direct Ungaria Regală din punct de vedere militar, financiar și al afacerilor externe, iar trupele imperiale asigurau protecția granițelor. Habsburgii au evitat numirea pe post a unor palatini pentru prevenirea apariției unui funcționar cu o putere prea mare în regat. În plus, așa numita „problemă turcească” în punea pe unguri în conflict cu Habsburgii. În vreme ce Viena dorea menținere păcii cu otomanii, ungurii doreau alungarea lor de pe teritoriul național. Cum ungurii nu au reușit să își impună punctul de vedere antiotoman, numeroși maghiari au devenit antihabsburgi. Ungurii au fost nemulțumiți de comportamentul soldaților imperiali staționați în Ungaria, dar și de recunoașterea suveranității turcești asupra Transilvaniei. (Principatul Transilvaniei a acceptat suzeranitatea Imperiului Otoman, dar în perioada secolelor XVI-XVII a acceptat o dublă vasalitate, otomană și habsburgică). Protestanții, pe de altă parte, care au fost persecutați în Ungaria Regală, au văzut un periocol mai mare în Contrareformă decât în stăpânirea otomană.

### Reforma Protestantă

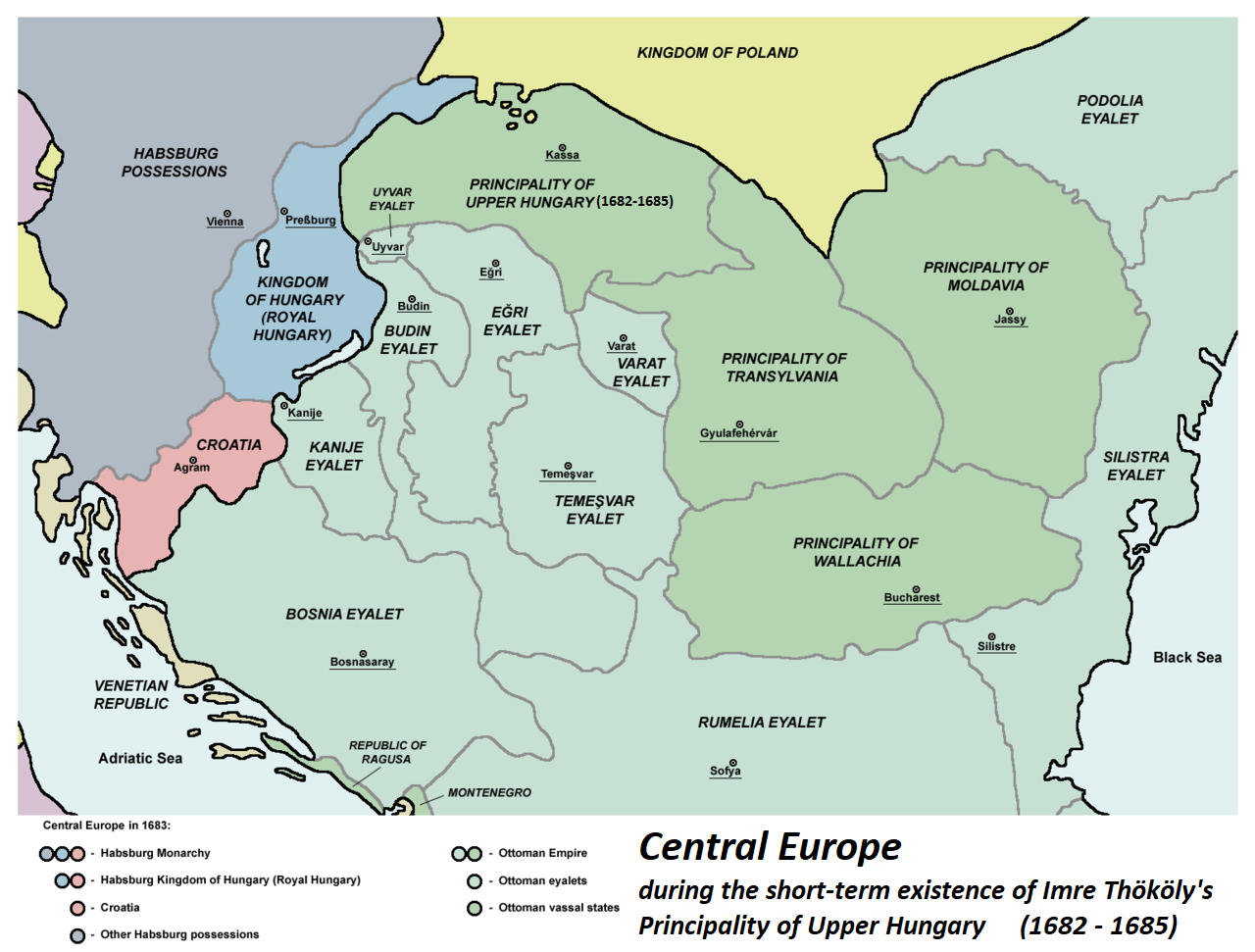
Ungaria Regală, Principatul Ungariei Superioare, Princpatul Transilvaniei și eyaleturile otomane la 1683.

Reforma Protestantă a făcut numeroși prozeliți în special în clasele inferioare, la începutul secolului al XVII-lea catolicismul rămând religia principalelor familii nobile. În Ungaria Regală, majoritatea populație a trecut la luteranism spre sfârșitul secolui al XVI-lea.
Arhiepiscopul Petrus Pázmány a reorganizat Biserica Romano Catolică maghiară și a condus Contrareforma în Ungaria Regală. El a înregistrat succese importante în convingerea maghiarilor să se reconvertească, exluzând forța sau intimidarea din acest proces. Reforma Protestantă a provocat o ruptură în societatea maghiară între catolici, care îi susțineau în mod tradițional pe Habsburgi, și protestanți, care își dezvoltaseră o puternică identitate națională, într-atât încât austriecii să îi considere niște rebeli. În rândurile nobilimii au aput de-asemenea fricțiuni, principalele familii aritocratice rămânând catolice, în vreme ce noblii mărunți trecuseră în cea mai mare parte la protestantism.

## Regatul Ungariei până la 1848

### Secolul al XVIII-lea

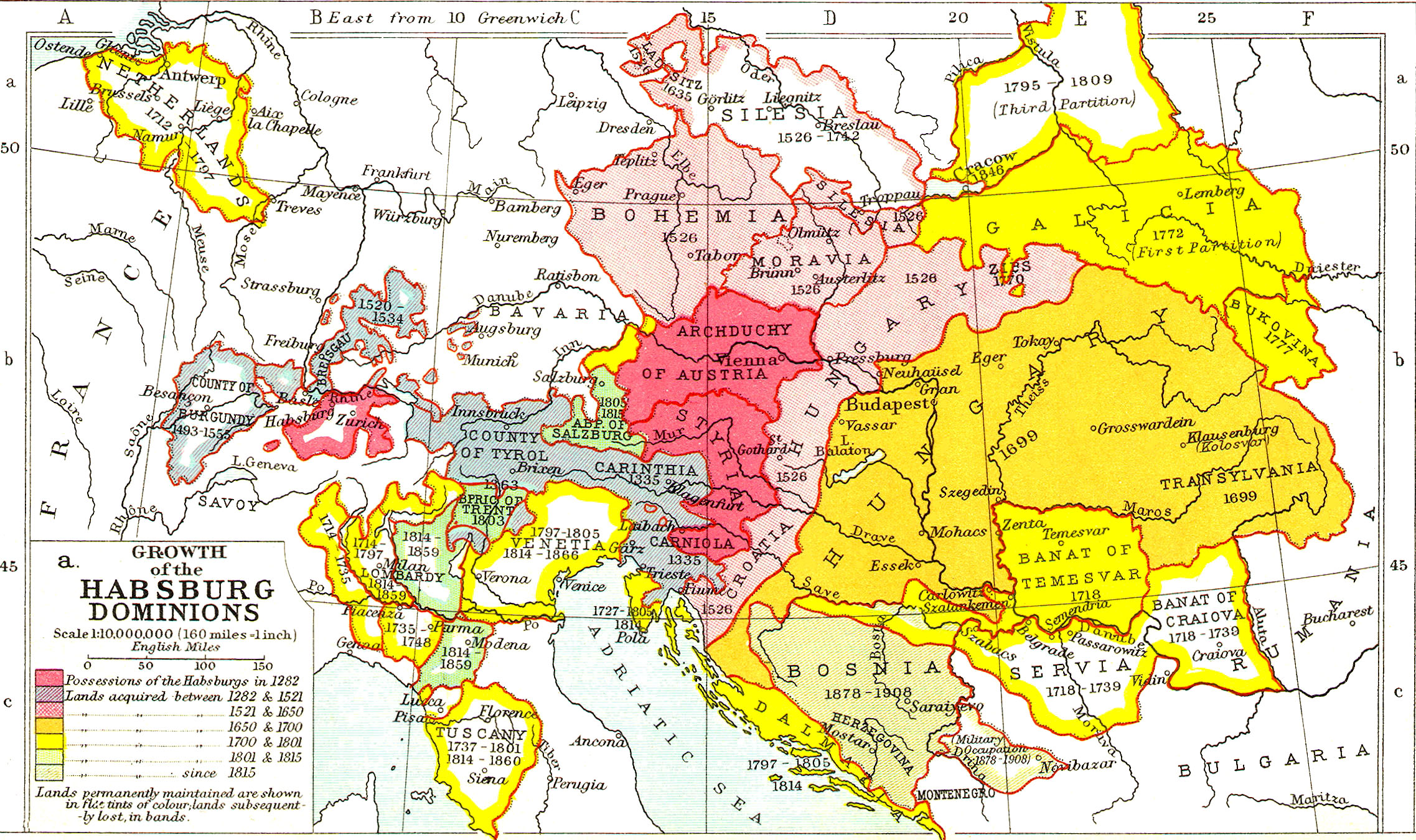
Creșterea teritorială a domeniilor Hasburgice

Odată cu creșterea controlului Habsburgilor asupra teritoriilor care fuseseră sub dominiația otomană, consilierii împăratului Leopold I au adus în discuție modificarea statutului Regatului Ungariei, care ar fi trebuit să fie administrat ca un teritoriu cucerit. Împăratul a promis Dietei Ungariei Regale de la Pressburg din 1687 să respecte toate legile și privilegiile locale. Succeriunea ereditară a Habsburgilor a fost recuoscută, dar dreptul nobililor la opoziție a fost abrogat. În 1690, Leopold a început redistribuirea moșiilor din teritoriile cedate de otomani. Nobilii protestanți și alți unguri considerați neloiali Habsburgilor și-au pierdut proprietățile funciare, care în schimb au fost date străinilor. Viena a trecut la un control strict al afacerilor externe, apărării, fiscalității și a altor atribuții care în mod normal ar fi fost responsabilitatea maghiarilor.
Represiunile împotriva protestanților și despropietărirea ungurilor au dus la izbucnirea unei răscoale a țăranilor în 1703, răscoală care a fost înăbușită de-abia după opt ani. În Transilvania, care a redevenit parte a Ungariei la sfârșitul secolului al XVII-lea  (numită ca provincie „Principatul Transilvaniei”, cu o Dietă cu sediul la Alba Iulia / Gyulafehérvár), populația a sprijinit poziția lui Francisc Rákóczi al II-lea, un magnat catolic. Dieta maghiară a votat pentru anularea dreptului Habsburgilor la tron. Soarta a devenit potrivnică ungurilor până la urmă, după ce Habsburgii au făcut pace în vest și și-au direcționat forțele împotriva lor. Războiul s-a încheiat în 1711, când contele Károlyi, general al trupelor ungare, a semnat Tratatul de la Sătmar / Szatmár (azi, Satu Mare).. Tratatul prevedea acordul împăratului de reconvocare a Dietei din Pressburg și acordarea de amnistie tuturor rebelilor.
Succesorul lui Leopold, regele Carol al III-lea (1711–40), a încercat să creeze relații mai productive cu ungurii după semnarea tratatululi de la Szatmár. Carol a cerut aprobarea Dietei de la Budapesta pentru aprobarea Pragmaticei Sancțiuni, prin care monarhul habsburgic urma să guverneze Ungaria nu ca împărat, ci ca rege supus limitărilor constituției și legilor țării. El a sperat că prin aceasta să poată păstra integritatea imperiului în condițiile în care dorea să îi urmeze la tron Maria Terezia a Austriei. Dieta a aprobat Pragmatica Sancțiune în 1723, iar Ungaria a fost de acord să devină o monarhie ereditară sub domnia Habsburgilor, atâta vreme cât dinastia nu se stingea. În practică însă, Carol și succesorii lui au domnit autocratic, controlând apărarea, afacerile externe și bugetul Ungariei, fiind lipsiți doar de dreptul de a-i impozita pe nobili fără acordul lor. 
Carol a organizat o administrație centralizată și, în 1715, a format o armată permanentă sub comanda proprie, la a cărei finațare nu participau nobilii. Prin această politică s-au redus obligațiunile militare ale nobililor, fără să se abroge excepțiile de la impozitare a averilor. Carol a interzis convertirea la protestantism, i-a obligat pe toți funcționarii publici să fie sau să se convertească la catolicism și a interzis tinerilor protestanți să studieze în străinătate.
Maria Terezia (1741–1780) a trebuit să facă față în scurtă vreme după ce a devenit capul Casei de Habsburg provocărilor ridicate de regele Prusiei, Frederic al II-lea. În 1741, ea a participat la ședința Dietei din Budapesta împreună cu fiul său și a reușit să câștige sprijinul nobilimii maghiare. Nobilimea maghiară i-a devenit unul dintre aliaț și a ajutat-o să-și apere moștenirea și domnia. Ea va avea grijă mai târziu să-și întărească legăturile cu magnații maghiari prin diferite măsuri, de exemplu prin fondareau unor școli prin care să îi atragă pe tinerii maghiari să studieze la Viena.
Cu toate câștigurile politice ale nobilimii maghiare, Ungaria a avut parte de un continuu declin economic în timpul domniei lui Carol sau Maria Terezia. Secole de ocupație otomană și de războaie au redus populația maghiară, iar teritorii întinse din sudul țării au fost depopulate în întregime. Moșiile marilor proprietari funciari duceau o mare lipsă de forță de muncă, iar Habsburgii au încercat să rezolve această problemă colonizând în regiune țărani din întreaga Europă. Au fost colonizați în special slovaci, sârbi, croați și germani. De asemenea, numeroși evrei au emigrat din Austria și regiunile Poloniei ocupate până la începutul secolului al XX-lea. Ca urmare, populația Ungariei s-a triplat de peste trei ori, ajungând la aproximativ 8 milioane în perioada 1720 și 1787. În schimb, doar 39% din populația țării era de etnie maghiară, iar cei mai mulți unguri locuiau în zona de centru al țării.
În prima jumătate a secolului al XVIII-lea, Ungaria avea o economie bazată pe agricultură, ramură în care erau angajați 90% din populația țării. Nobilii nu s-au preocupat de folosirea îngrășămintelor naturale pentru creșterea productivității terenurilor agricole, drumurile erau proaste, iar râurile împiedicau transporturile între diferite regiuni. Metodele de stocare a recoltei erau primitive și pierderile erau uriașe. Trocul a înlocuit tranzacțiile pe bani, iar comerțul dintre orășeni și țăranii iobagi era aproape inexistent. Numărul iobagilor a crescut în timp ce nivelul lor de viață a scăzut. Latifundiarii au încercat în paralel să crească îndatoririle în bani și muncă a iobagilor și au căutat să modifice în favoarea lor contractele existente. Teresia a încercat să reglementeze domeniul agricol emițând o nouă prevedere legală în 1767, „ Urbarium”. Iobagilor le-a fost garantat dreptul la libertatea mișcării și a limitat muncile neplătite pe care aceștia erau obligați să o presteze în folosul aritocraților. În ciuda tuturor eforturilor Tereziei și a marii cereri de grâne, situația agriculturii nu s-a îmbunătățit. Între 1767 – 1848, numeroși iobagi și-au părăsit locurile natale. Datorită slabei dezvoltări industriale, ei au devenit muncitori agricoli fără pământ propriu, nu muncitori industriali.
Iosif al II-lea (1780–1790), un lider dinamic puternic influențat de ideile Iluminismului, a reușit să scoată Ungaria din starea de stagnare în care zăcuse până atunci. Iosif a căutat să centralizeze administrarea imperiului și să guverneze prin decrete în spiritul absolutismului iluminat. El a refuzat să depună jurământul de încoronare ca rege al Ungariei pentru ca să nu fie constrâns de prevederile constituției maghiare. În 1781 – 1782, Iosif al II-lea a emis Edictele de toleranță religioase prin care a acordat protestanților și ortodocșilor drepturi civile complete, iar evreilor libertatea practicării cultului. Tot ele a hotărât ca germana să înlocuiască latina ca limbă oficială, a acordat țăranilor dreptul să-și părăsească pământurile, să se căsătorească după dorință și să-și trimită copii la învățătură pentru deprinderea diferitelor meșteșuguri. Ungaria, Slavonia, Croația, Granița Militară și Transilvania au fost transformate într-un teritoriu imperial unic, administrat central, sub numele de „Teritoriile Coroanei Sfântului Ștefan” sau „Regatul Ungariei”. Când noblii maghiari au refuzat să renunțe la privilegiul exceptării de la plata impozitelor, Iosif a impus un embargou asupra importurilor în Austria a produselor manufacturate în Ungaria și a început preparativele pentru emiterea unei noi legi a taxelor funciare.
Reformele lui Iosif al II-lea i-au indignat pe nobilii și clerul maghiar. În același timp țăranii au fost tot mai nemulțumiți datorită taxelor crescute, a recrutărilor și rechizițiilor de provizii. Ungurii au considerat că înlocuirea latinei cu germana drept o manifestare a hegemoniei culturale și au cerut dreptul să-și folosească propria limbă pe post de limbă oficială. Una dintre reacțiile imediate a fost revitalizarea muzicii, dansului și costumului popular maghiar în rândurile nobilimii mărunte. Aceeași nobilime măruntă a început să pună la îndoială loialitatea pe care ar fi datorat-o magnaților, care erau în majoritate de altă etnie decât cea maghiară. Chiar și magnații maghiari deveniseră în ochii micilor aristocrați doar niște curteni deznaționalizați, francofoni sau germanofoni. Renașterea națională maghiară a fost acompaniată de renașterea națională ale slovacilor, sârbilor, croaților și românilor, minorități din Regatul Ungariei care se simțeau amenințate atât de hegemonia culturală germană, cât și de cea maghiară. Renașterea națională a tuturor etniilor imperiului au dus la apariția mișcărilor naționaliste care aveau să contribuie la colapsul monarhiei dualiste de la începutul secolului al XX-lea.
Spre sfânrșitul domniei sale, Iosif al II-lea a condus o campanie dezastruoasă împotriva turcilor, care avea să ducă la slăbirea gravă a puteri imperiului său. Pe 28 ianuarie 1790, cu doar trei săptămâni mai înainte de deces, Iosif al II-lea a emis un decret prin care anula toate reformele sale cu excepția celor care priveau toleranța religioasă, situația țărănimii și abolirea ordinelor religioase.
Succesorul lui, Leopold al II-lea, a reintrodus din punct de vedere administrativ separarea Ungariei ca regat pe al cărui tron să fie un rege habsburgic. În 1791, Dieta a votat Legea X, care stabilea statutul de regat independent al Ungariei, guvernat de un rege încoronat legal în conformitate cu prevederile constituționale maghiare. Această lege avea să devină mai apoi baza juridică pentru cererile maghiarilor de reformare a statalității imperiului în perioada 1825 – 1849. Legile care priveau Ungaria au început să fie din nou supuse aprobării Dietei și regelui habsburgic, iar latina a redevenit limba oficială a imperiului. Reformele care priveau statul țăranilor și cel al protestanților au rămas neschimbate. Leopold a murit în martie 1792, în perioada în care Revoluția Franceză degenera în Regimul Terorii Iacobine. Revoluția și Teroarea Iacobină au zguduit toate casele domnitoare din Europa.

### Prima jumătate a secolui al XIX-lea
Absolutismul luminat s-a încheiat în Ungaria odată cu urcarea pe tron a succesorului lui Leopold, Francisc I (1792–1835), care a demonstrat o aversiune aproape bolnăvicioasă față de orice reformă și care a făcut Ungaria să intre într-un proces de stagnare politică pentru mai multe decenii.
În 1795, poliția l-a arestat pe Ignác Martinovics și pe câțiva dintre susținătorii lui care organizaseră un complot revoluționar iacobin care urmărea instalareau unui sistem politic democratic, radical și egalitarist în Ungaria. Complotiștii au fost executați. Din acest moment, Fracisc a luat hotărârea să înăbușe orice încercare de reformă care ar fi putut genera o revoluție. Executarea complotiștilor i-a temperat pe nobilii susținători ai reformelor și în următorii treizeci de ani ideile reformatoare au rămas limitate doar la domeniile poeziei sau filozofiei. Magnații, care se temeau că influxul de idei revoluționare ar putea duce la izbucnirea unei rebeliuni populare, au devenit sprijinitorii cei mai loiali ai coroanei, folosindu-se de șansa ce li se oferea pentru creșterea obligațiilor impuse țăranilor. .
La începutul secolului al XIX-lea, obiectivele producătorilor maghiari se modificaseră de la asigurarea propriei subzistențe și a unui comerț local limitat cu prodese agricole la producția pe scară mare și vânzarea pe bani pe o piață lărgită. Costurile transporturilor au fost diminuate odată cu îmbunătățirea stării drumurilor și a căilor navigabile. Urbanizarea Austriei, Boemiei și Moraviei, ca și nevoia de provizii pentru armata implicată în războaiele napoleoniene au dus la o creștere spectaculoasă a cererii de alimente și îmbrăcăminte. Regatul Ungariei a devenit în aceste condiții grânarul și principalul furnizor de lână al imperiului. Au fost desțelenite noi terenuri, iar metodele de exploatare a pământului s-au îmbunătățit. Cetățenii Ungariei nu s-a bucurat de toate beneficiile acestei dezvoltări economice, o bună parte a profiturilor intrând în posesia magnaților, care nu au folosit aceste venituri pe post de capital pentru investiții, ci doar ca un mijloc pentru creșterea confortului și luxului vieții lor. Odată cu creșterea veniturilor diferitelor categorii sociale, bunuri precum rufăria de pat sau tacâmurile de argint, care fuseseră considerate într-o vreme obiecte de lux, au devenit în ochii multora o necesitate. Dacă magnații bogați nu au avut probleme deosebite pentru a-și echilibra bugetele de venituri-cheltuieli, micii nobili, dornici să afișeze un statut social superior, s-au îndatorat pentru a-și finanța cheltuielile.

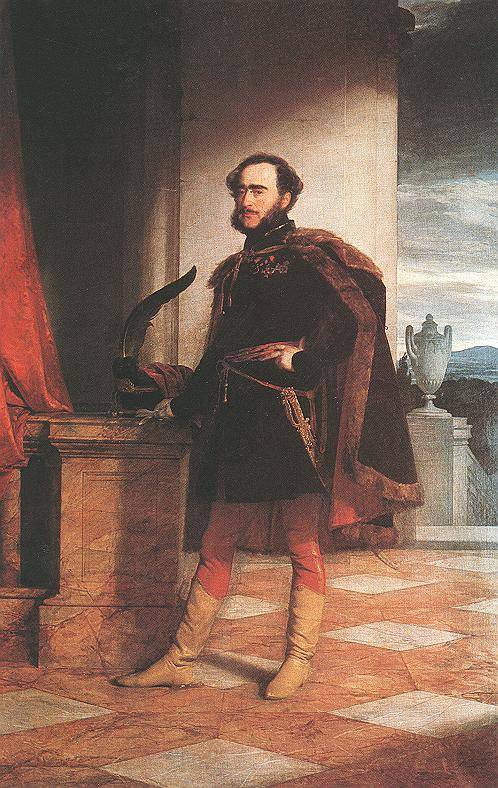
István Széchenyi, unul dintre cei mai importanți reformiști maghiari

Înfrângerea finală a lui Napoleon Bonaparte a dus la recesiune în Ungaria. Prețul grânelor s-a prăbușit odată cu scăderea dramatică a cererii, iar împrumuturile făcute de micii aristocrați în vremurile de avânt economic i-au adus pe aceștia din urmă în pragul falimentului. Sărăcia i-a obligat pe mulți dintre acești nobili mărunți să muncească pentru a-și câștiga existența, tinerii urmând cursurile diferitelor școli pentru ca să devină funcționari publici sau să își însușească o meserie.
Declinul micii nobilimi a continuat în ciuda revitalizării vieții economice (în 1820, exporturile ungurești depășiseră nivelurile dinainte de război). Cum tot mai mulți mici aristocrați au căpătat diplome de calificare, posturile disponibile au devenit insuficiente, iar membrii noii intelectualități au fost atrași spre ideile radicale care veneau din vestul Europei și s-a organizat pentru modificarea sistemului politic maghiar.
Francisc a convocat Dieta în sesiune rar, în general doar pentru solicitarea de provizii, bani sau noi recruți pentru nevoile armatei. Greutățile economice i-au adus pe nobilii mărunți la limita răbdării și, când în 1825 Francisc a convocat o nouă Dietă după 14 ani de pauză, s-au făcut auzite numeroase plângeri și cereri de reformă, printre care o mai mare autonomie a aristocrației și o mai largă utilizare a limbii ungare în viața publică. 

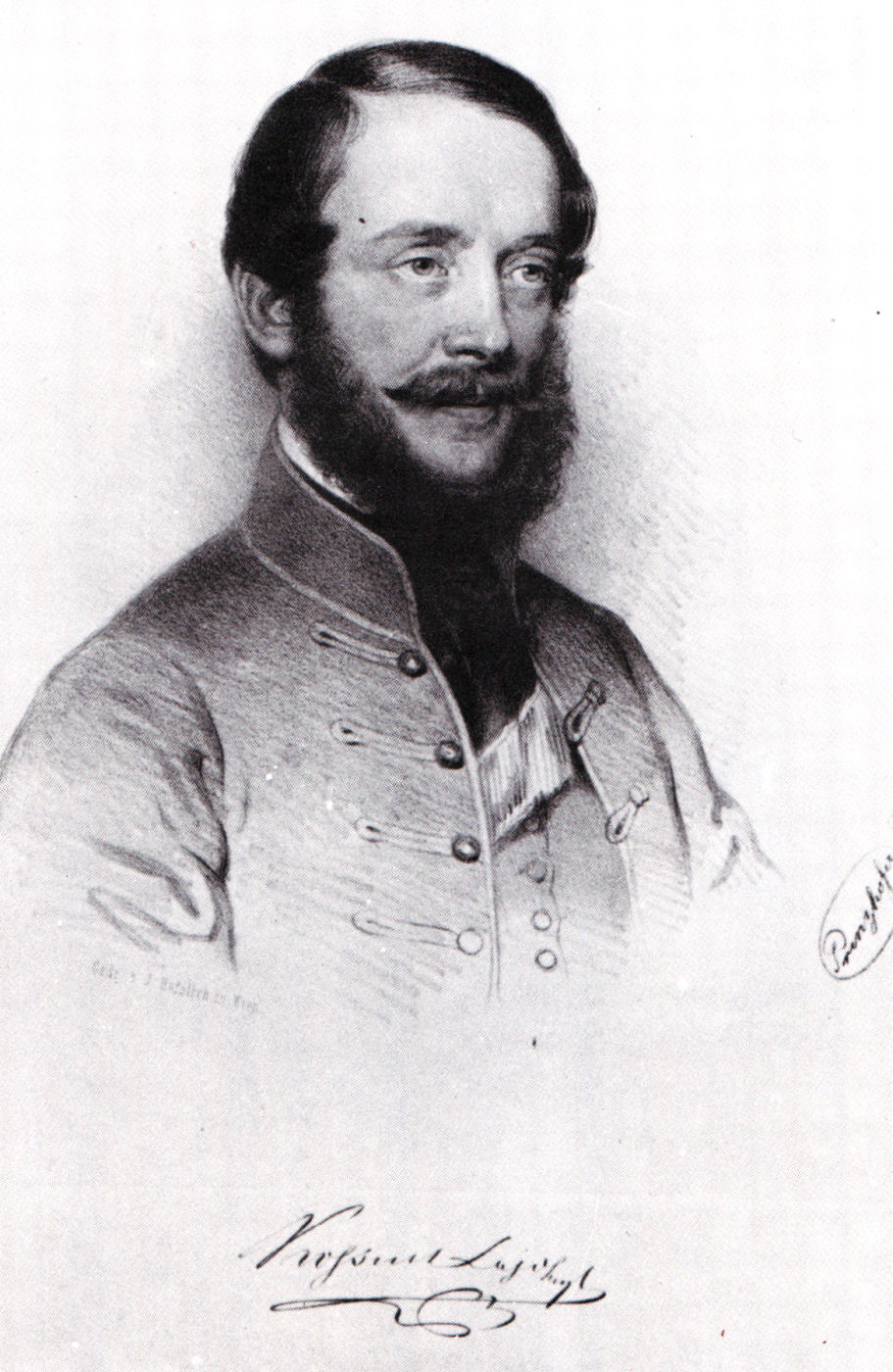
Lajos Kossuth, revoluționar și reformator maghiar

Prima personalitate care s-a făcut cunoscută în era reformelor a fost contele István Széchenyi, un magnat membru al uneia dintre cele mai puternice familii maghiare. El a uimit Dieta când a rostit pentru prima oară un discurs în limba ungară. El a susținut o propunere pentru fondarea unei Academii maghiare pentru arte și științe și a sugerat o sursă bugetară pentru finanțarea propunerii. Aristocrații infuriați au ars în public cartea lui Széchenyi „Hitel” (Credit), în care autorul susținea că privilegiile nobiliare sunt imposibil de susținut din punct de vedere moral și împotriva intereselor păturilor bogate înseși. Széchenyi a propus o revoluție în economie și a afirmat că doar moagnații sunt capabili să o pună în practică. El era susținătorul unei legături puternice cu Imperiul Habsburgic, dar și a abolirii iobăgiei, impozitării marilor proprietăți funciare, finanțării dezvoltării prin intermediul capitalului străin, fondării unei bănci naționale și a salariului în bani pentru angajați. Széchenyi a fost unul dintre cei care a susținut construcția podului suspendat peste Dunăre dintre Buda și Pesta. Inițiativele lui Széchenyi au eșuat deoarece el a sperat în mod greșit că magnații vor fi interesați să le pună în practică, iar ritmul reformelor era prea mic pentru mica nobilime.
Cel mai popular reformator maghiar, Lajos Kossuth, fiul unui mărunt nobil fără avere, a adresat chemări pasionate la reformă celor din aceeași clasă cu el. Kossuth a practicat avocatura, mai înainte să se mute la Pesta. Aici a început să publice comentarii asupra activităților Dietei, articolele acestea făcându-l foarte popular printre reformatori. El a fost arestat și închis pentru trădare în 1836. După eliberarea de patru ani mai târziu, el a câștigat rapid o notorietate mare ca editor al unui ziar liberal. Kossuth a afirmat că doar separarea politică și economică a țării de Austria putea să îmbunătățească situația Ungariei. El era susținătorul unei mai largi democrații parlamentare, a industrializării, impozitării pe baze egale, a expansiunii economice prin intermediul exporturilor și a abolirii privilegiilor feudale și a iobăgiei. Kossuth era în egală măsură un naționalist maghiar, retorica sa provocând un resentiment puternic în rândul grupurilor etnice nemaghiare. Kossuth a câștigat sprijinul nobilimii mărunte, care formau opoziția minoritară din Dietă. Această facțiune a militat pentru reforme și, după moartea lui Francisc și venirea pe tron a lui Ferdinand I al Austriei (1835 – 1848), a reușit să impună în 1843 o lege care făcea maghiara limba oficială a Regatului Ungariei în ciuda opoziției croaților, slovacilor, sârbilor și românilor.

## 1848–1867
După înfrângerea Revoluției de la 1848, împăratul a anulat constituția maghiară și și-a asumat conducerea absolutistă a țării. Franz Joseph a împărțit țara în patru teritorii distincte: Ungaria, Transilvania, Croația-Slavonia și Voivodina. În funcțiile de administratori au fost numiți funcționari germani sau boemieni, iar germana a devenit limba administrației și a învățământului superior. Minoritățile nemaghiare nu au primit favoruri deosebite pentru sprijinul pe care l-au oferit guvernului central austriac în timpul revoluției. Un croat caracteriza situația: „noi am primit ca răsplată ceea ce maghiarii au primit ca pedeapsă”.
Opinia publică maghiară s-a divizat în privința relațiilor cu Austria. O seamă de unguri au păstrat speranța separării de Austria, în vreme ce alții au căutat să colaboreze cu Viena, în condițiile respectării constituției și legilor Ungariei. Ferenc Deák a devenit principalul sprijinitor al colaborării cu guvernul central austriac. Deák a apărat legalitatea măsurilor luate în timpul guvernării lui Lajos Kossuth și a susținut că modificarea lor necesită aprobarea Dietei Ungare. Pe de altă parte, el a fost de acord că detronarea Habsburgilor de pe tronul maghiar nu a fost legală. Deák susținea că, atâta vreme cât împăratul conduce ca monarh absolut, maghiarii nu pot decât să reziste pasiv acțiunilor ilegale.
Prima fisură a domniei absolutiste a lui Franz Joseph s-a produs în 1859, când forțele Regatului Sardiniei și ale Imperiului Francez au zdrobit armatele austrice în bătălia de la Solferino. Înfrângerea l-a convins pe împărat că opoziția națională și socială față de guvernarea sa era prea puternică pentru a putea fi controlată prin decrete de la Viena. El a recunoscut că are nevoie de concesiuni, iar Austria și Ungaria și-au apropiat pozițiile.
În 1866, Prusia a învins Austria în Războiul de Șase Săptămâni, iar înfrângerea nu a făcut decât să sublinieze încă o dată slăbiciunea imperiului. Negocierile dintre împărat și liderii maghiari au avut ca rezultat semnarea Compromisului din 1867, care a dus la crearea Imperiului Austro-Ungar.